# 上興部駅

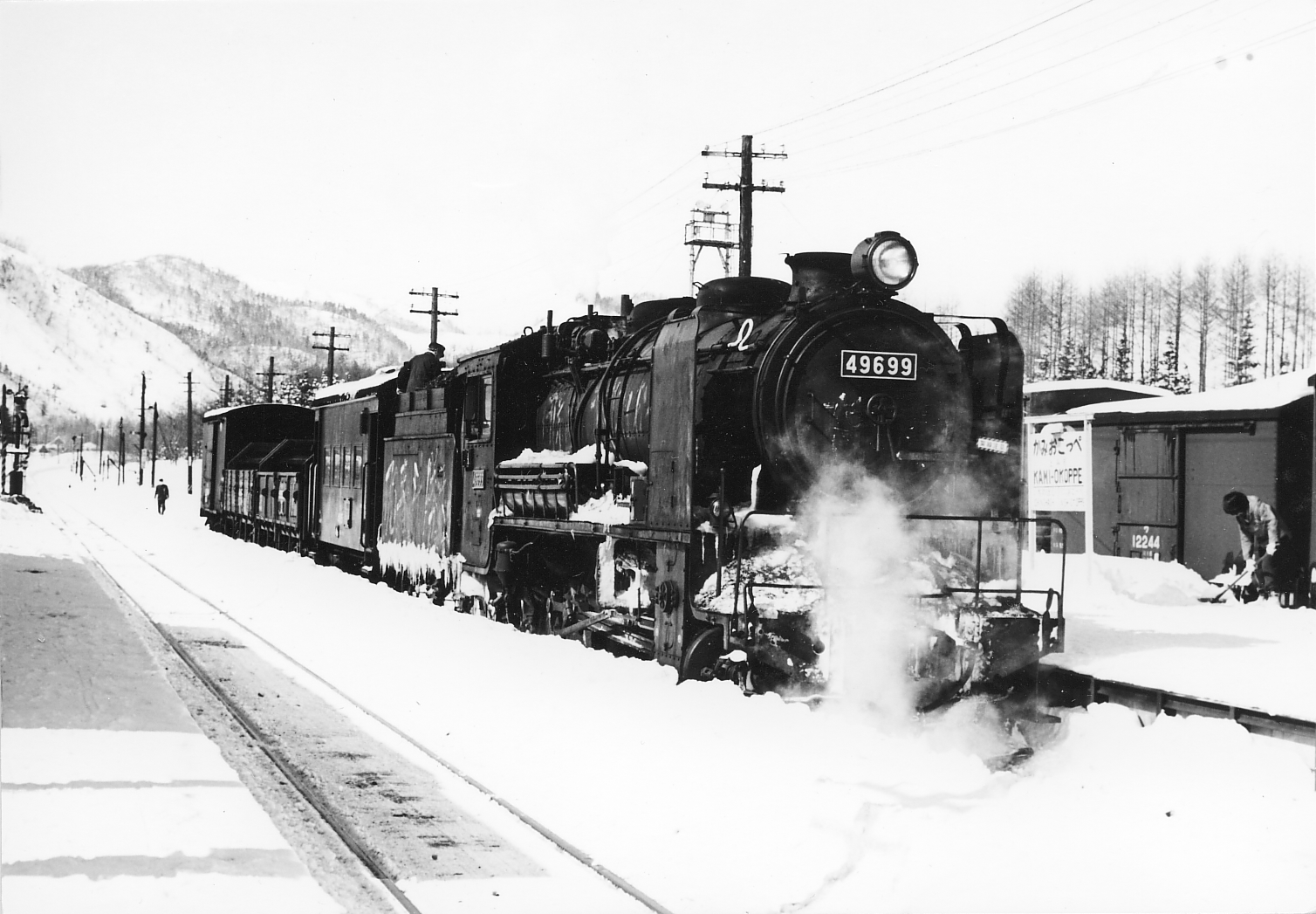
上興部駅に停車中の列車（1973年）

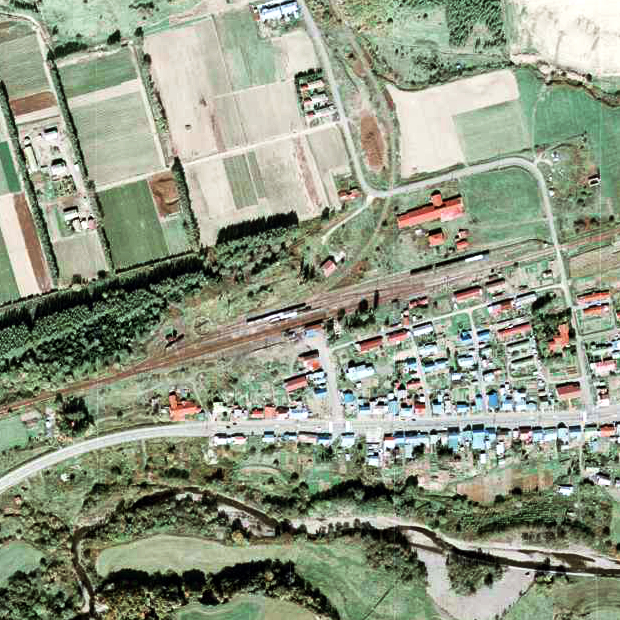
1978年の上興部駅と周囲約500m範囲。右が紋別方面。国鉄型配線の2面3線で、駅横の貨物積卸場へ引込み線、駅裏側に2本の副線とそこより紋別側に伸びる貨物の留置線がやはり2本ある。副線から上へ向かって分岐しているのは、上興部石灰砿業所の専用線。また駅裏名寄側には一ノ橋駅間にある天北峠越えの補機用機関車の待機線が残っていて、給水塔や転車台と共に蒸気機関車が放置されている様に見える。

上興部駅（かみおこっぺえき）は、北海道（網走支庁）紋別郡西興部村字上興部にあった北海道旅客鉄道（JR北海道）名寄本線の駅（廃駅）である。事務管理コードは▲122108。

## 歴史
- 1920年（大正9年）10月25日 - 鉄道省名寄線下川駅 - 当駅間延伸開通に伴い終着駅として開業[1]。一般駅[1]。
- 1921年（大正10年）
  - 10月1日 - 名寄機関庫上興部分庫を設置[3][4]。
  - 10月5日 - 当駅 - 興部駅間延伸開通に伴い途中駅となる。名寄線（名寄 - 中湧別間）が全通。
- 1923年（大正12年）11月5日 - 線路名を名寄本線に改称、それに伴い同線の駅となる。
- 1924年（大正13年）- 米田弁当店が駅構内立ち売り開始。ヤマベ寿司、コクワ餅などを販売[3]。
- 1929年（昭和4年）11月14日 - 名寄機関庫上興部分庫廃止、上興部駐泊所に移行。
- 1935年（昭和10年）4月 - 北海道庁直営の上興部石灰鉱業所操業開始に伴い、専用線運用開始[5]（1934年12月10日に竣工[3]）
- 1941年（昭和16年）10月1日 - 名寄機関区上興部駐泊所廃止、給水所となる[3][4]。
- 1949年（昭和24年）6月1日 - 日本国有鉄道に移管。
- 1962年（昭和37年）- 米田弁当店、駅構内立ち売り廃業[3]。
- 1967年（昭和42年）10月1日 - 構内投光器を新設[3][4]。
- 1969年（昭和44年）10月1日 - 3番ホームを造成、操車係を配置[4]。
- 1975年（昭和50年）
  - 5月6日 - 名寄 - 上興部間でSLさよなら列車（三重連、客車5両）運転[3]。
  - 11月 - 機関車給水所を撤去[3]。
- 1978年（昭和53年）12月1日 - 貨物取り扱いを専用線発着車扱貨物に限定[1]。
- 1980年（昭和55年）11月 - 機関車転車台を撤去[3]。
- 1982年（昭和57年）11月15日 - 貨物取り扱い廃止[1][6]。上興部石灰鉱業所専用線廃止（1983年6月9日に撤去[3]）
- 1984年（昭和59年）2月1日 - 荷物取り扱い廃止[1]。
- 1987年（昭和62年）4月1日 - 国鉄分割民営化によりJR北海道に継承[1]。
- 1989年（平成元年）5月1日 - 名寄本線の廃線に伴い廃止となる[1]。廃止当日まで、ここを終着とする名寄発の列車が運転されていた。

### 駅名の由来
当駅の所在する地名より。地名は、興部川の上流に位置したため、「興部」に「上」を冠する。

## 駅構造
廃止時点で、単式ホーム・島式ホーム複合型2面3線を有する地上駅で、列車交換可能な交換駅であった。互いのホームは駅舎側ホーム中央部分と島式ホーム東側を結んだ構内踏切で連絡した。駅舎側単式ホーム（南側）が上りの1番線、待合所が設置された島式ホーム駅舎側が下り及び当駅折り返し用の2番線、島式ホームの外側が下り貨物列車専用の副本線である3番線となっていた。そのほか1983年（昭和58年）時点では、1番線の名寄方から分岐し駅舎西側のホーム切欠き部分の貨物ホームへの貨物側線を1線、3番線の外側に貨物用であった側線を2線、及びそこから分岐する行き止まりの側線を多数有していた。駅舎は木造駅舎だった。
職員配置駅となっており、駅舎は構内の南側に位置し上り線ホーム中央部分に接していた。
「わたしの旅スタンプ」が設置されていた。

## 利用状況
乗車人員の推移は以下のとおり。年間の値のみ判明している年については、当該年度の日数で除した値を括弧書きで1日平均欄に示す。乗降人員のみが判明している場合は、1/2した値を括弧書きで記した。
| 年度               | 乗車人員 | 乗車人員 | 出典   | 備考 |
| 年度               | 年間     | 1日平均  | 出典   | 備考 |
| ------------------ | -------- | -------- | ------ | ---- |
| 1978年（昭和53年） |          | 109      | [ 10 ] |      |

## 駅周辺
- 国道239号（天北国道）[11]
- 上興部警察官駐在所
- 北海道農材工業株式会社上興部石灰砿業所
- 道の駅にしおこっぺ花夢（駅廃止後に建設）
- 知的障害者更生施設 清流の里（駅廃止後に建設）
- 興部川[11]
- 札骨川[11]
- 名士バス「上興部」停留所

## 駅跡

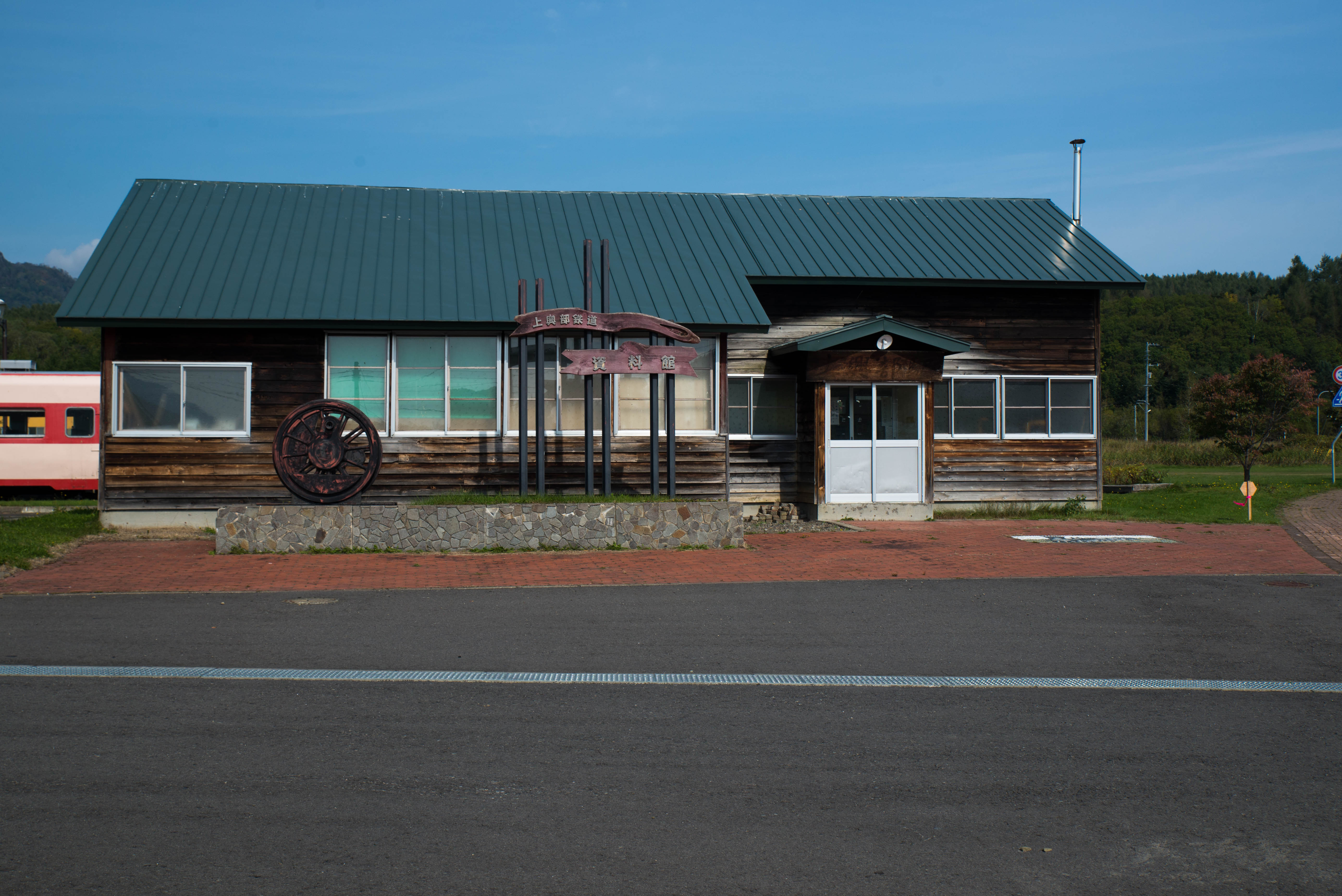
上興部鉄道資料館（2014年9月）

旧駅構内は1994年（平成6年）5月1日から西興部村により「上興部鉄道記念館」として整備されている。開業当時からの木造駅舎を現役当時のままに保存すると共に自由に見学出来る鉄道資料館とし、駅舎内には備品、蒸気機関車の動輪、軌道自転車、駅銘板、制服などが保存・展示され、専用鉄道の歴史も伝えられている。レールとホームも保存され（但し2面3線から2面2線になっている）、旧2番線上に横付けする形でキハ27形気動車キハ27 109とDD14形除雪車DD14 302号機のロータリー式除雪機構部が連結された状態で静態保存・展示されている。また腕木式信号機、踏切警報機も設置されている。2010年（平成22年）時点、2011年（平成23年）時点でも同様で、ホームには本物の駅名標も保存されていた。

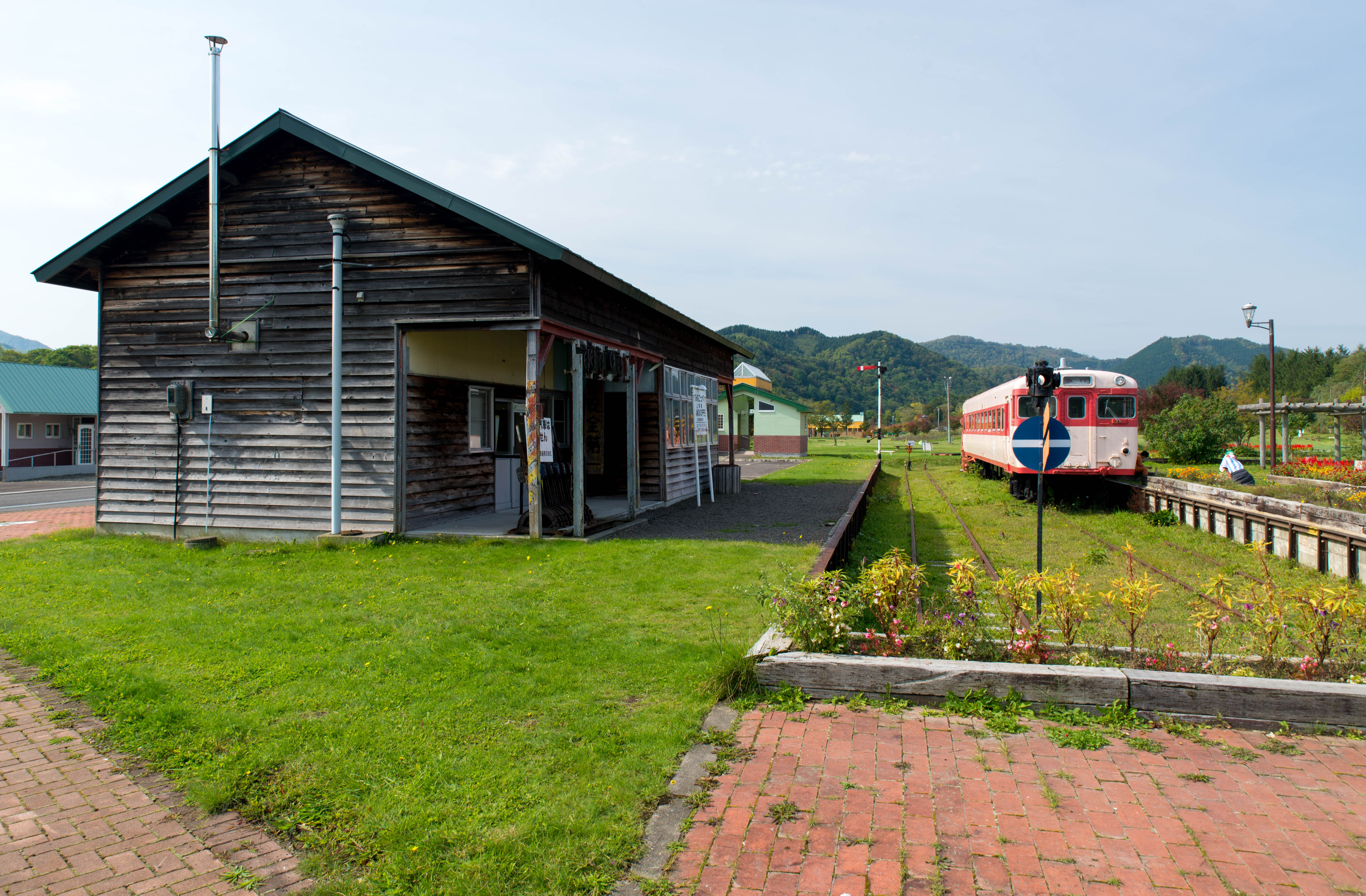
駅舎とホーム跡
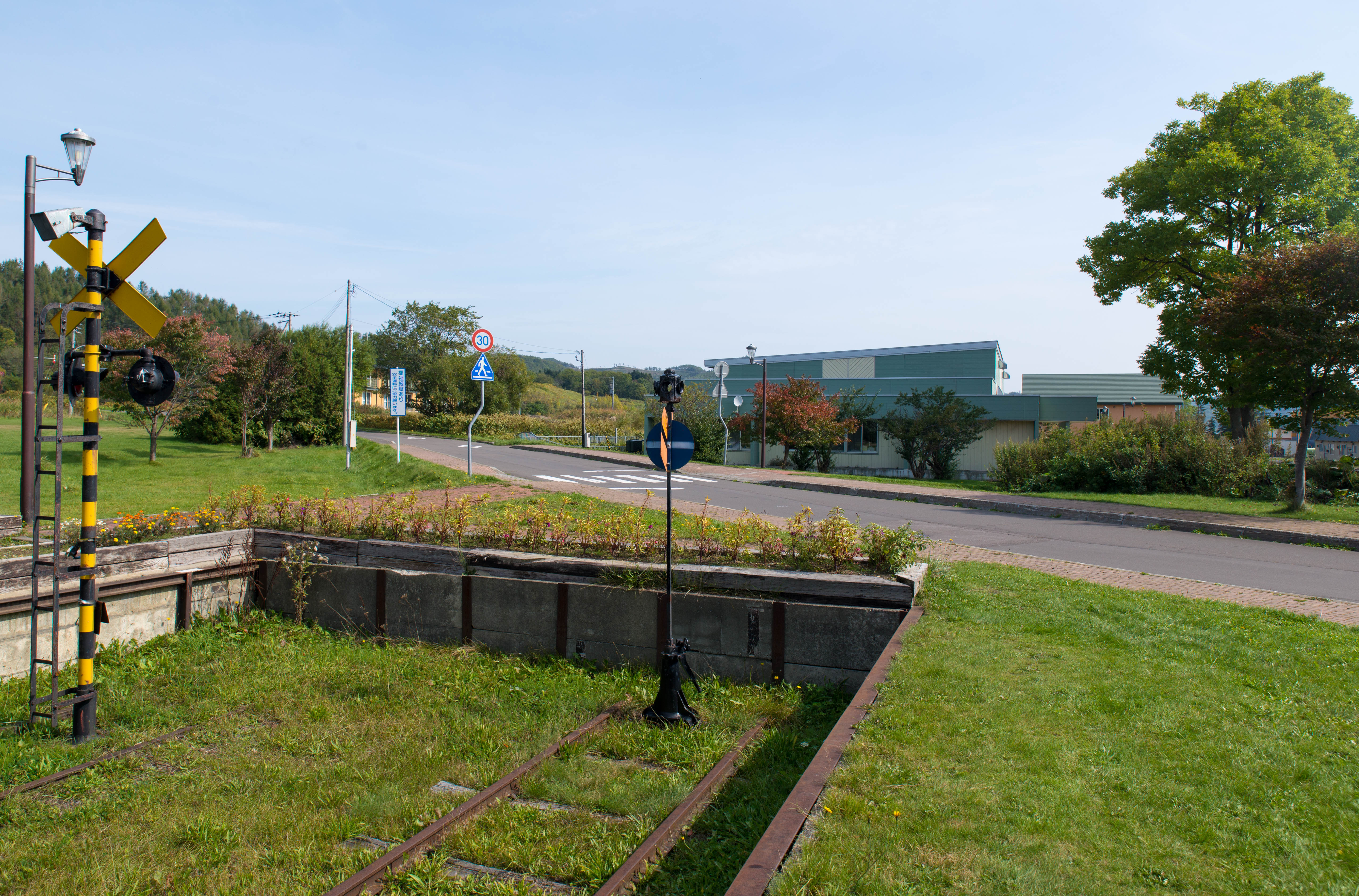
駅跡地から外方向

## 隣の駅
北海道旅客鉄道
名寄本線
一ノ橋駅 - 上興部駅 - 西興部駅